# 纳瑟尔文勒
纳瑟尔文勒是奥地利蒂罗尔州罗伊特县的一个市镇。总面积23.02平方公里，总人口440人，人口密度19.1人/平方公里（2005年）。當地有一個2021年開業的購物中心。